# Jüdischer Friedhof (Großeneder)

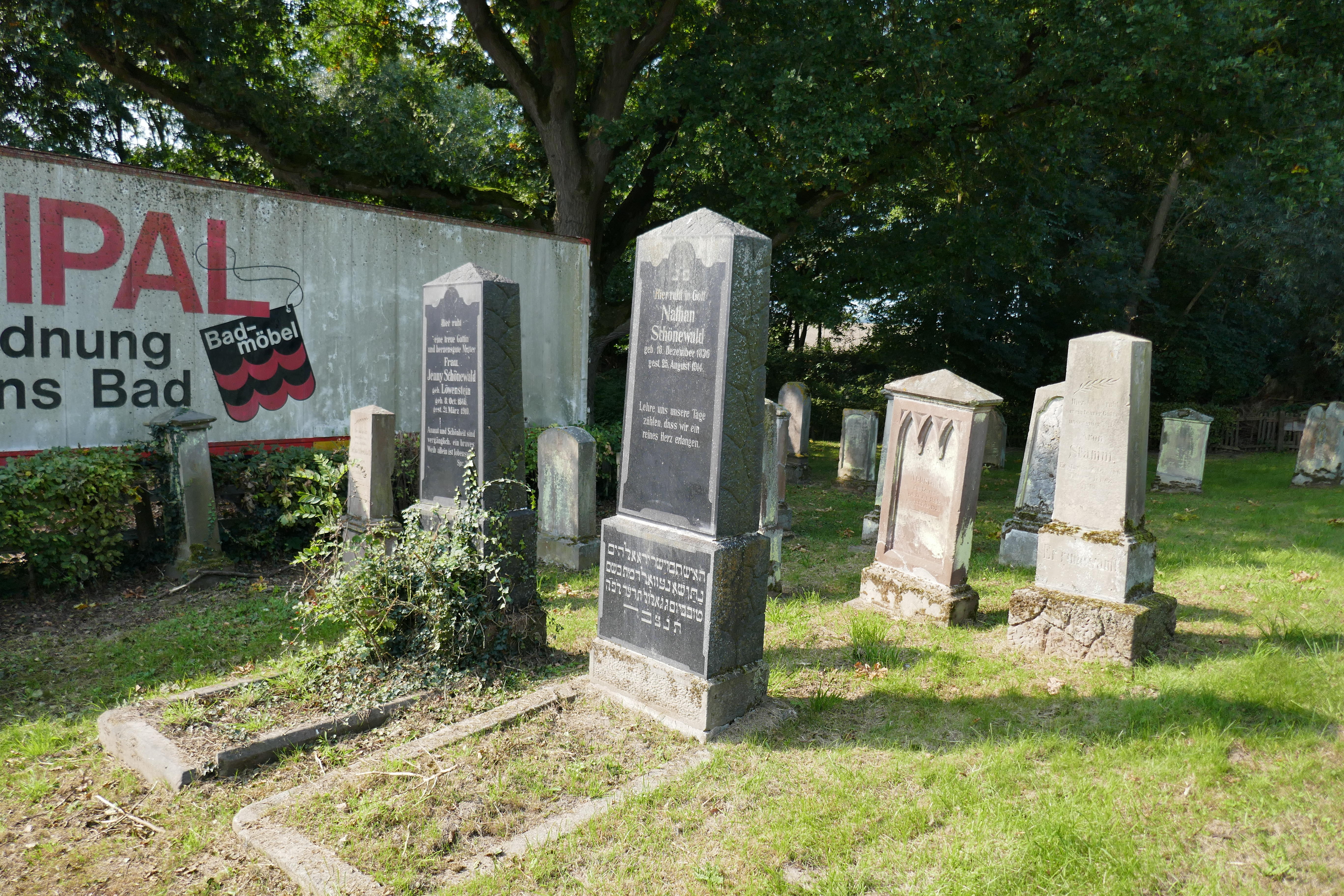
Jüdischer Friedhof in Großeneder

Der Jüdische Friedhof Großeneder befindet sich im Ortsteil Großeneder der Stadt Borgentreich im Kreis Höxter in Nordrhein-Westfalen. Als jüdischer Friedhof ist er ein Baudenkmal, das unter Denkmalschutz steht.

## Geschichte
Der Friedhof außerhalb des Ortes zwischen dem Fluss Eder und dem Sportplatzweg wurde von um die Mitte des 19. Jahrhunderts bis etwa 1930 belegt. Dort sind 28 Grabsteine erhalten. Im Jahr 1952 wurde der Friedhof um ein unbelegtes Teilstück verkleinert.